# 布拉霍維申卡 (盧甘斯克州)
48°54′6″N 40°1′40″E / 48.90167°N 40.02778°E
布拉霍維申卡（烏克蘭語：Благовіщенка）是位於烏克蘭東部的村莊，由盧甘斯克州夏斯季耶区的什羅基市鎮負責管轄。該村始建於1929年，面積2.63平方公里，海拔高度65米，2001年人口361，人口密度每平方公里137.3人。